# 모니크 드프리

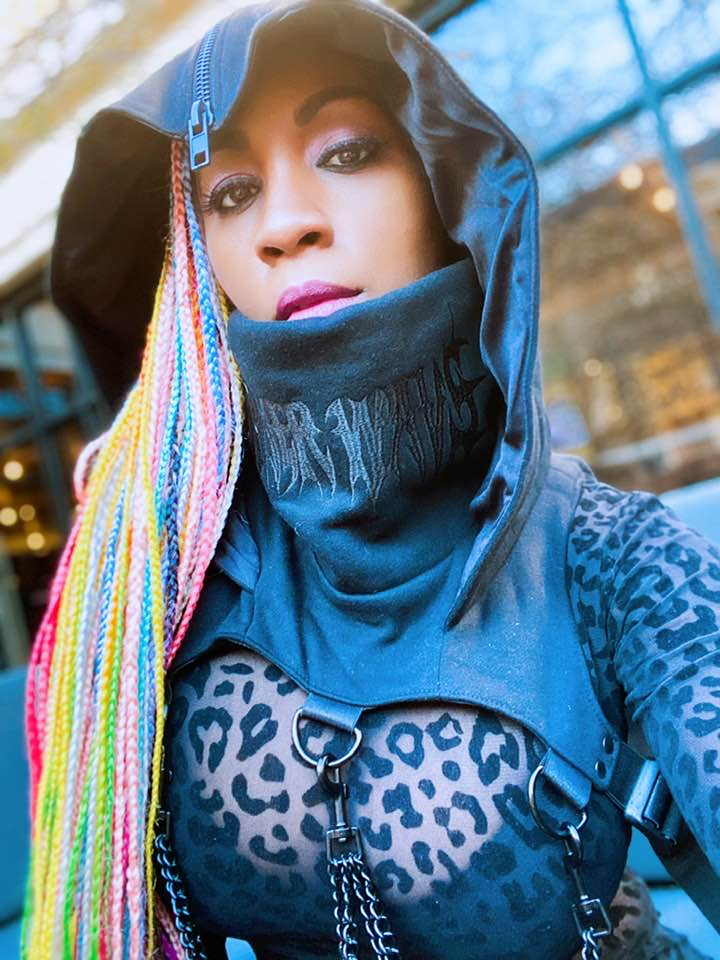

모니크 드프리(Monique Dupree, 1974년 12월 10일 ~ )는 미국의 음악 프로듀서, 배우, 연극 배우, 모델, 영화배우이다.
뉴어크에서 태어났다.

## 영화
- 올모스트 머시 (2015년)
- 레드라이트 케이트 (2013년) - 제시 역
- 리틀 빅 보이 (2012년)
- 트러블 위드 블리스 (2011년) - 커스터머 역
- 스텝 업 3D (2010년)
- 핸섬 해리 (2009년)
- 스켈리톤 키 2: 667 네이버 오브 더 비스트 (2008년) - 포쉬 역
- 원 나잇 (2007년)
- 라이프 서포트 (2007년)
- 더 텐 (2007년)
- 리플레이스먼트 (2000년) - 풋볼 팬 역